# 拉坎帕納國家公園

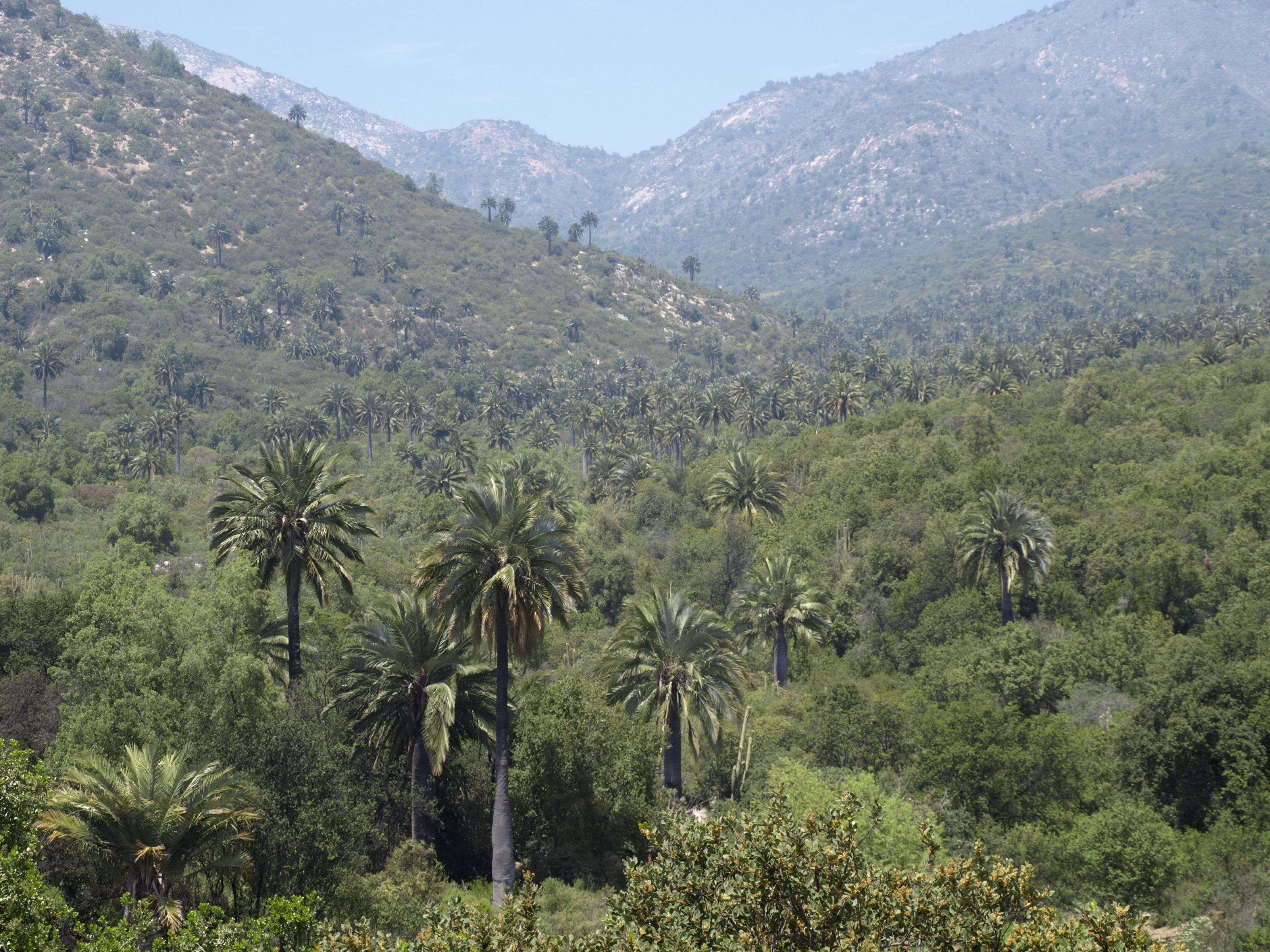

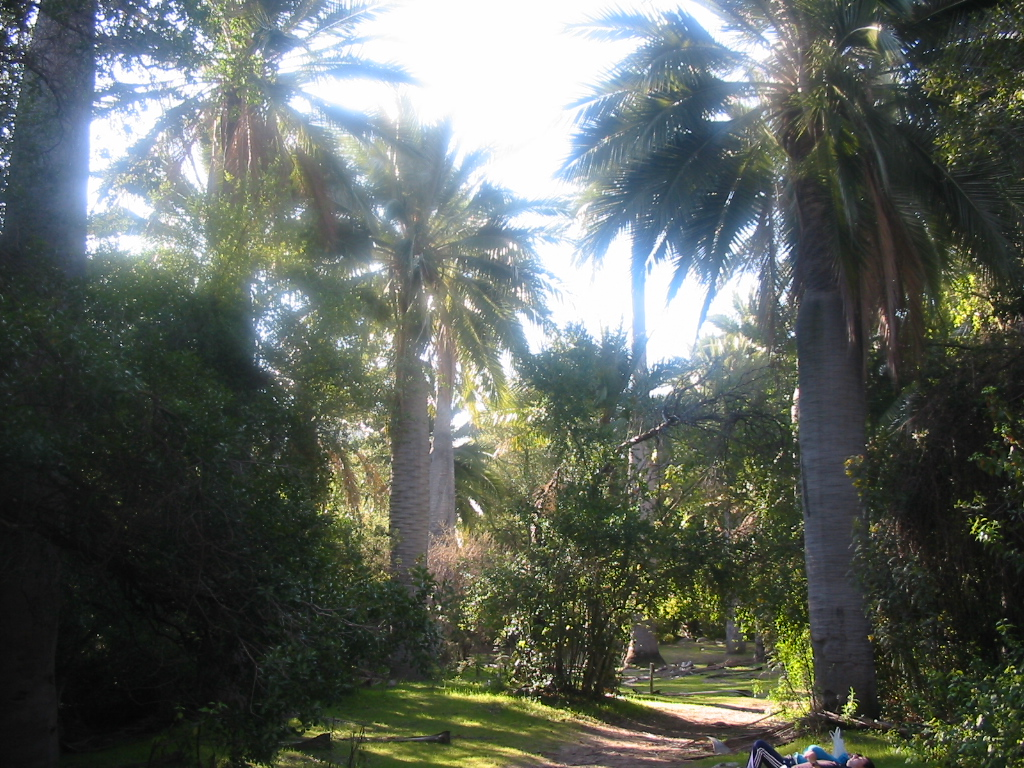

拉坎帕納國家公園是智利的國家公園，位於該國中部，由瓦爾帕萊索大區負責管轄，距離瓦爾帕萊索60公里，成立於1967年10月17日，面積80平方公里。

## 外部連結
- CONAF: Parque Nacional La Campana